# Daniel Davis
Daniel Davis (Gurdon, Arkansas, 26 november 1945) is een Amerikaans acteur.
Hij is vooral bekend voor zijn rol als Niles, de butler in de komedieserie The Nanny. Davis ontwikkelde speciaal het gebruikelijke Engelse accent voor deze rol. Het accent is zo nauwkeurig dat veel kijkers denken dat hij echt een Brit is.
Hij speelde de rol van Professor Moriarty in twee afleveringen van Star Trek: The Next Generation en in één aflevering van Star Trek: Picard. Verder speelde hij in de film The Hunt for Red October de rol van Charlie Davenport, de kapitein van het vliegdekschip. Ook speelde hij een kleine rol in de serie Frasier (Seizoen 10, aflevering 8). Hier was hij een dokter.